# Верхнетроицкий сельсовет
Верхнетроицкий сельсовет — муниципальное образование в Туймазинском районе Башкортостана.
Административный центр — село Верхнетроицкое.

## История
Согласно «Закону о границах, статусе и административных центрах муниципальных образований в Республике Башкортостан» имеет статус сельского поселения.

## Население
| 2002  | 2009  | 2010  | 2012  | 2013  | 2014  | 2015  |
| ----- | ----- | ----- | ----- | ----- | ----- | ----- |
| 1240  | ↗1276 | ↗1336 | ↘1332 | ↘1318 | ↗1330 | ↘1316 |
| 2016  | 2017  | 2018  |       |       |       |       |
| ↘1278 | ↘1244 | ↗1249 |       |       |       |       |

## Состав сельского поселения
| № | Населённый пункт | Тип населённого пункта       | Население |
| - | ---------------- | ---------------------------- | --------- |
| 1 | Верхнетроицкое   | село, административный центр | ↘816      |
| 2 | Фрунзе           | деревня                      | ↗241      |
| 3 | Новонарышево     | деревня                      | ↘168      |
| 4 | Чапаево          | деревня                      | ↘56       |
| 5 | Майское          | деревня                      | ↗48       |
| 6 | Кармалка         | деревня                      | ↗7        |

## Достопримечательности
- Свято-Троицкий храм — храм в селе Верхнетроицкое, памятник архитектуры XVIII века, построен в стиле казанского барокко. Имеет высокую колокольню и частично сохранившийся лепной декор. Толщина стен местами достигает 1,2 метра. В нескольких оконных проемах сохранились кованые решётки волнисто-ромбического рисунка, в окнах притворов — копьевидные вертикали, объединенные горизонтальными и крестообразными связями. До Октябрьской революции храм являлся центральным приходом в округе. При его строительстве на приготовление раствора использовались яйца. В настоящее время храм частично отреставрирован[16][17][18].
- Шумиловские водопады — водопад, образованный Шумиловскими ключами. Необычен тем, что находится вдали от ближайших гор, а вода стекает со значительной высоты по склону невысокого скалистого холма, с уровня почти половины его высоты. Вода из водопада сливается в единый ручей и впадает в речку Большой Кидаш. Памятник природы с 2010 года[19][20][21].